# 星生温泉
星生温泉（ほっしょうおんせん）は、大分県玖珠郡九重町（旧国豊後国）にある温泉。
九重・飯田高原観光協会が提唱する「くじゅう連山温泉郷」にも含められる。

## 泉質
- 酸性緑礬泉、硫黄泉、単純温泉、冷鉱泉
  - 源泉温度：17 - 94℃
  - 源泉数：4
  - 湧出量：1500リットル／分
  - 飲用：一部可
  - 効能：皮膚病、やけど、胃腸病など

※ 効能は万人に対してその効果を保障するものではない。
星生山の8合目付近に湧き出す源泉をパイプで引いているものを含め、酸性緑礬泉、硫黄泉、単純泉、冷鉱泉の4つの源泉がある。

## 温泉地
やまなみハイウェイ沿いにある一軒宿の温泉。やまなみハイウェイの長者原から牧ノ戸峠にかけては、長者原温泉、寒の地獄温泉、牧の戸温泉といった温泉が並んでいるが、星生温泉は、その中間付近で、寒の地獄温泉と牧の戸温泉の間にある。

## 歴史
開湯は明治時代初期。

## アクセス
- 鉄道・バス：JR九州久大本線豊後中村駅から九重町コミュニティバス牧の戸峠行きで約50分、九重星生ホテル前停留所下車
- 車：大分自動車道九重ICから県道40号、やまなみハイウェイを牧ノ戸峠方面へ約18km